# Angry Birds
Angry Birds é uma série de jogos desenvolvidos pela finlandesa Rovio Entertainment. Inspirado no início por esboços de pássaros desenhados sem asas, o primeiro jogo foi lançado para Apple iOS em Dezembro de 2009. Mais de 12 milhões de cópias foram compradas da Apple's App Store, o que impulsionou a companhia a redesenhar versões para outros smartphones móveis de ecrã táctil, incluindo os sistemas operativos Android, Symbian e Windows Phone. A partir dai expandiu-se para os consoles e PC.
Angry Birds foi muito elogiado pela combinação viciante da jogabilidade, estilo cómico e preço baixo. A sua popularidade fez com que fossem criadas versões de Angry Birds para computadores e consoles, marketing com mercadoria própria com os próprios personagens e até planos para um filme e séries de televisão. Com um combinado de 1.7 bilhões de transferências em todas as plataformas incluindo as versões especiais e padrão, já foi chamado ao jogo "um dos principais jogos do momento", "um dos grandes êxitos de 2010" e "a aplicação móvel mais bem sucedida de sempre".
Em Agosto de 2015, a empresa lançou o 'Angry Birds 2', com novos personagens (pássaro prateado), funcionalidades (é possível escolher a ordem de cada pássaro), número de vidas com limite e a inclusão de mais de um cenário na mesma fase.
O sucesso do Angry Birds é tão grande que, em 2016, o jogo lançou um filme adaptado dos ambientes e personagens do consagrado aplicativo. O lançamento do filme americano aconteceu no dia 12 de Maio de 2016. O filme teve continuação, em 2019. O segundo filme foi lançado em 2 de Agosto de 2019.
Em outubro de 2023 foi lançado o jogo "Angry Birds VR: Ilha dos Porcos", editado pela Resolution Games e disponível para PS5. Com lançamento inicialmente programado para 2019, é uma aventura em realidade virtual onde os jogadores se unem a Red, Chuck, Bomb e aos Blues para resgatar os ovos roubados na Ilha dos Porcos, uma ilha remota usada como destino de férias pelos porcos verdes avarentos . Entre os mais de 104 níveis contam-se os "Níveis Assustadores", ativados assim que surge o novo chefe da ilha, o Dr. Frankenporco.

## Jogos

### Série principal
| Ano  | Jogo          | Gênero        | Descrição |
| ---- | ------------- | ------------- | --- |
| 2009 | Angry Birds   | Quebra-cabeça | O primeiro jogo da série. Neste jogo, o jogador deve usar um estilingue para arremessar pássaros e eliminar os porcos.                                                                                               |
| 2015 | Angry Birds 2 | Quebra-cabeça | O 12° jogo da série e a sequela do Angry Birds original, continua com a mesma jogabilidade do jogo original e permite que o jogador escolha quais pássaros vai arremessar e apresenta níveis com múltiplos estágios. |

### Série
| Ano  | Jogo                     | Gênero              | Descrição |
| ---- | ------------------------ | ------------------- | --- |
| 2010 | Angry Birds Seasons      | Quebra-cabeça       | O segundo jogo da série. Cada nível do jogo é baseado em um feriado, uma data comemorativa ou um evento. |
| 2011 | Angry Birds Rio          | Quebra-cabeça       | O terceiro jogo da série e é um crossover com os filmes de animação Rio e Rio 2. |
| 2012 | Angry Birds Space        | Quebra-cabeça       | O quarto jogo da série e o jogo apresenta a física do espaço. |
| 2012 | Angry Birds Star Wars    | Quebra-cabeça       | O quinto jogo da série e é um crossover com a trilogia original de Star Wars. |
| 2013 | Angry Birds Friends      | Quebra-cabeça       | O sexto jogo da série. Apresenta torneios semanais e também está disponível no Facebook. |
| 2013 | Angry Birds Star Wars II | Quebra-cabeça       | O sétimo jogo da série e é um crossover com a trilogia de prequelas de Star Wars. É o primeiro jogo a usar os Telepods da Hasbro, que permite que o jogador escolha um personagem específico no jogo. |
| 2013 | Angry Birds Go!          | Corridas            | O oitavo jogo da série, um jogo de corridas e o primeiro jogo da série em que o gênero é diferente de quebra-cabeças. |
| 2014 | Angry Birds Epic         | RPG                 | O nono jogo da série, um jogo de lutas em RPG e permite que o jogador melhore e fabrique itens, que podem ser usados nas batalhas. |
| 2014 | Angry Birds Transformers | Side-scrolling      | O décimo jogo da série e é um crossover com a franquia dos Transformers, é um jogo de shoot em' up e side-scrolling. |
| 2015 | Angry Birds Fight!       | RPG e Quebra-cabeça | O 11° jogo da série, que mistura quebra-cabeças com RPG, para vencer um nível é necessário juntar três ou mais pássaros iguais, até ter pontos suficientes para derrotar os inimigos e também permite que o jogador fabrique e melhore itens que podem ser usados nas batalhas. |
| 2016 | Angry Birds Action!      | Quebra-cabeça       | O 13° jogo da série, que é baseado no filme ''The Angry Birds Movie'' lançado em 2016. Nele temos uma dinâmica diferente do Jogo, tendo como objetivo conseguir coletar os ovos que estão espalhados pelas fases. |
| 2017 | Angry Birds Evolution    | RPG                 | Nesse jogo, o jogador deve montar uma equipe de pássaros, para impedir que os porcos consigam roubar todos os ovos. |
| 2017 | Angry Birds Match        | Quebra-cabeça       | Os porcos estão tentando de tudo para estragar a festa dos Filhotinhos, mas esses bichinhos são imbatíveis! Claro que não sem uma ajudinha dos pássaros. Red, Chuck e Bomba vieram ajudar os Filhotinhos sempre que eles estiverem em apuros... coisa que quase sempre acontece. Será preciso fazer muitas combinações, testar uma grande variedade de visuais diferentes e que você ajude bastante. |
| 2017 | Angry Birds Blast        | Quebra-cabeça       | Estoure todos os balões e salve os Angry Birds. |

### Spin-offs
| Ano  | Jogo               | Gênero        | Descrição |
| ---- | ------------------ | ------------- | --- |
| 2012 | Bad Piggies        | Quebra-cabeça | Os jogadores devem construir veículos para levar os porcos aos seus destinos.                                                                                          |
| 2014 | Angry Birds Stella | Quebra-cabeça | Reutiliza a mesma jogabilidade do Angry Birds original, mas com novos personagens.                                                                                     |
| 2015 | Angry Birds POP!   | Quebra-cabeça | Foi o segundo jogo de Angry Birds Stella, onde os jogadores devem juntar bolhas da mesma cor para estourar-las e eventualmente deve completar um determinado objetivo. |

## Mídia
Rovio Entertainment está investigando maneiras de expandir a marca Angry Birds, incluindo criar mercadorias, programas de televisão e filme. Em 2011, Rovio adquiriu um estúdio de animação localizado em Helsinque, para preparar pequenos videos de animação para a Nicktoons, parte da Nickelodeon, um dos primeiros destes videos foi um especial de natal chamado "Wreck the Halls", que estreou na TV em dezembro de 2011.

### Televisão
Angry Birds Toons, uma série de TV baseado no jogo, foi lançada em 16 de março de 2013. A série foi lançada através de diversas plataformas de distribuição de videos, incluindo Xfinity Comcast On-Demand nos Estados Unidos, Samsung Smart TV, Roku e outros. Em vários outros países, a série também disponível em canais de televisão. A série está disponível em dispositivos móveis por um canal chamado Toons.TV, disponível em todos os jogos de Angry Birds.
Em 11 de abril de 2014, Rovio lançou "Piggy Tales", uma série de TV de animação em CGI estilo stop motion. A série conta as histórias e as vidas dos porcos recrutas.

### Filme
O filme 3D animado por computador, The Angry Birds Movie, foi lançado nos Estados Unidos em 20 de maio de 2016. O filme foi desenvolvido, produzido e financiado pela Rovio Entertainment, ele será animado pela Sony Pictures Imageworks e distribuído mundialmente pela Sony Pictures Entertainment. O filme foi sendo dirigido por Clay Kaytis e Fergal Reilly. Jon Vitti escreveu o roteiro do filme, John Cohen e Catherine Winder trabalharam como produtores do filme. Rovio também contratou David Maisel, ex-produtor executivo de filmes da Marvel Studios, para trabalhar na produção executiva do filme. Em outubro de 2014, foi anunciado que Jason Sudeikis, Josh Gad, Bill Hader, Maya Rudolph, Peter Dinklage, Danny McBride, Kate McKinnon, Tony Hale, Ike Barinholtz, Hannibal Buress, Keegan-Micheal Key, Cristela Alonzo, Jillian de Bel, Danielle Brooks, Romeo Santos, Ian Hecox Andrew e Anthony Padilla se juntariam ao elenco.

## Mercadorias

### Brinquedos
Houve vários brinquedos baseados nos personagens de Angry Birds. O site oficial do jogo vende versões de pelúcia dos pássaros e dos porcos e também vende camisetas com o logotipo e os personagens do jogo. Em maio de 2011, a Mattel lançou um jogo de tabuleiro para Angry Birds, chamado "Angry Birds: Knock on Wood". Mais de 10 milhões brinquedos de Angry Birds foram comprados até agora. Rovio abriu a primeira loja de mercadorias oficiais de Angry Birds em Helsinque, no dia de 11 de novembro de 2011, às 11:11 da manhã, horário local. A empresa espera abrir sua próxima loja em algum lugar da China, local considerado com o maior crescimento de vendas de Angry Birds. A mercadoria tem sido bem sucedida, sendo que 45% do lucro da Rovio em 2012, vieram das mercadorias da marca.
Os brinquedos mais notáveis são os Telepods, criados pela Hasbro. Estes brinquedos são baseados em Angry Birds Star Wars II, Angry Birds Go!, Angry Birds Stella e em Angry Birds Transformers. Estes brinquedos são usados para o "teletransporte" de um personagem para seu correspondente jogo, por meio da digitalização através da câmera do dispositivo. Os Telepods também podem ser usados com o conjunto de brinquedo que vem com brinquedo, assim como os outros jogos de tabuleiro de Angry Birds.
Um dos novos modelos de 2012 para os carros de Hot Wheels da Mattel, são baseados em personagens do jogo como Red, Os Azuis e Chuck.

### Publicações impressas
Em 2011, Rovio publicou um livro de receitas chamado "Bad Piggies: Egg Recipes", juntamente com livros baseados em alguns personagens do jogo. Depois de algumas semanas do lançamento de Angry Birds Space, foram lançados vários livros sobre o jogo.
Em 20 de março de 2012, a National Geographic publicou um livro chamado "Angry Birds Space: A Flight Into The Furious Final Frontier",  pouco antes do lançamento de Angry Birds Space, que ficou disponível em 22 de março de 2012.
No mesmo ano, Rovio criou um concurso com o prêmio "Angry Birds: Hatching a Universe", um livro sobre a franquia e todos os personagens.
Em 10 março de 2014, IDW Publishing anunciou que estará publicando Angry Birds Comics a partir de junho de 2014, com Paul Tobin trabalhando como escritor.

### Produtos alimentares
Na primavera de 2012, Olvi começou a fabricar refrigerantes de Angry Birds, depois de fazer um acordo com a Rovio. Inicialmente foram lançados dois sabores: Tropic (frutas tropicais) e Paradise (abacaxi e tagerina). Em setembro de 2012, Olvi lançou dois novos sabores Lagoon (pera e maçã) e Space Comet (cola e laranja).

## Parque e atrações

### Angry Birds Land
Os personagens do jogo têm sido usados, oficialmente ou não, em parques de diversões e em outras atrações. Em setembro de 2011, a Window of the World, parque temático localizado em Changsha, na China abriu atração não licenciada de Angry Birds. Nesta atração, os visitantes usavam um grande estilingue para lançar versões de pelúcia dos pássaros em balões verdes que representam os porcos.

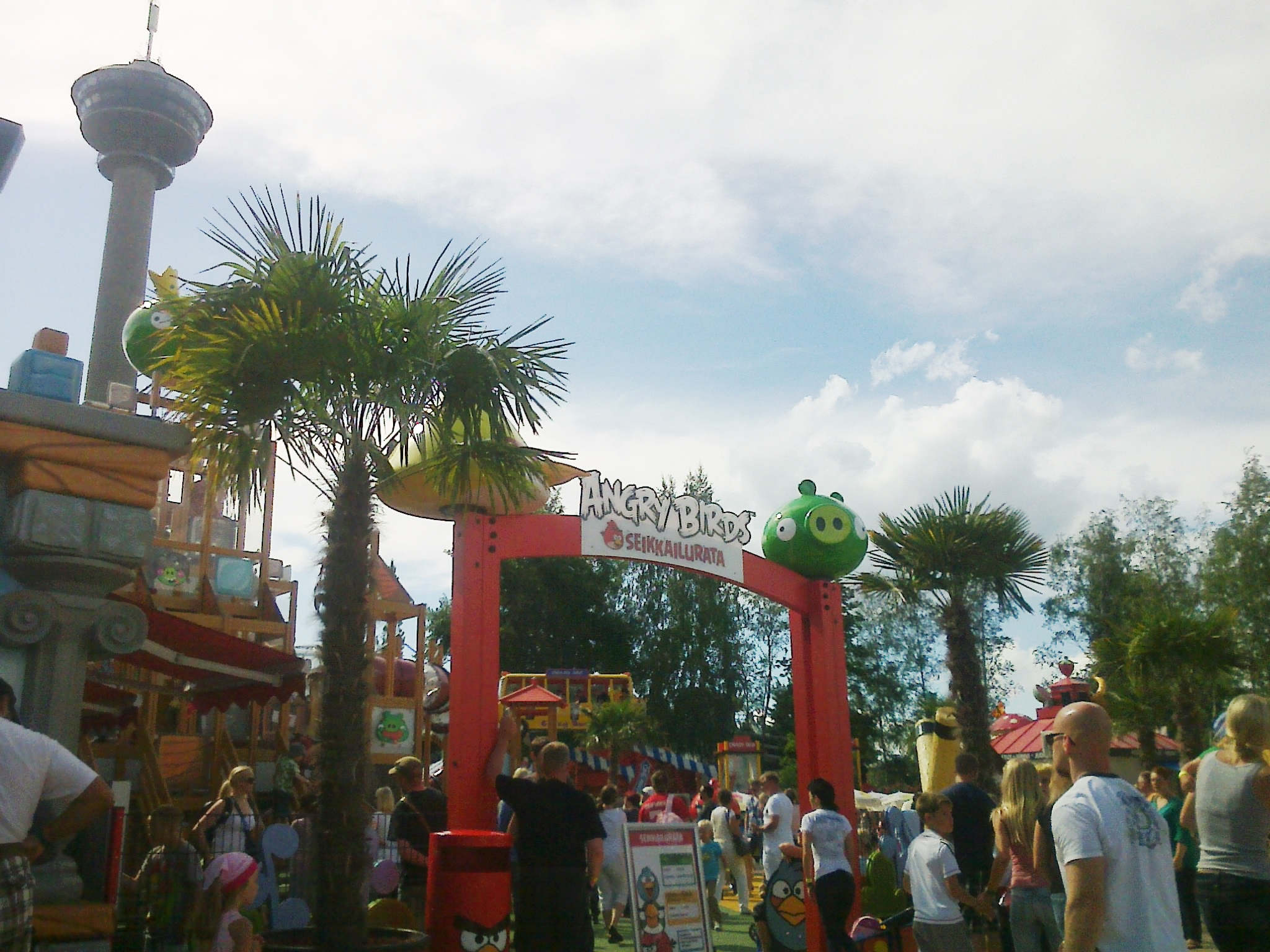
Angry Birds Land em Särkänniemi, na Finlândia.

Ao saber da atração, Rovio Entertainment informou estar considerando a trabalhar com um parque temático para licenciá-lo oficialmente. Em março de 2012, Rovio anunciou planos para lançar o Angry Birds Land, que abriu em 28 de abril de 2012, no parque de aventura Särkänniemi, localizado na Finlândia. Outro Angry Birds Land foi aberto aproximadamente em maio de 2014, no centro da cidade de Johor Bahru, na Malásia.
Ainda recentemente, foi anunciado que o parque temático UK Thorpe Park abrirá sua própria área temática de Angry Birds, localizada dentro do parque. Esta nova área será composta por um cinema 4D com um vídeo de Angry Birds com 10 minutos e com efeitos 4D e com atrações como carrinhos bate-bate de Angry Birds e uma grande torre de queda.

### Angry Birds Activity Park
Rovio também abriu parques de atividades do jogo. O primeiro foi inaugurado em Lightwater Valley, na Inglaterra que apresenta pistas de dança e playgrounds que incluem slides e dispositivos com touchscreen que permitem que os visitantes possam jogar Angry Birds. Eles também atrações de Angry Birds Space, como parte do parque de atividades. Eles também incluem lojas de mercadorias de Angry Birds e salas de festas de aniversário. Angry Birds Activy Park também abriu em Vuokkati com um campos de aventura, e com "Angry Birds Town", um local que permite que as crianças usem pequenos carros par um passeio.

### Angry Birds Space Encounter
Em junho de 2013, Rovio e a NASA abriram um parque temático de Angry Birds Space no Center Espacial John F. Kennedy chamado "Angry Birds Space Encounter". Ele possui várias experiências para o jogo Angry Birds Space, como a criação de personagens e fotografar pássaros e porcos. A atração também foi aberta no Centro Espacial Lyndon Johnson.
|  |  |